# De Veerman van Kampen (schip, 1964)
De Veerman van Kampen is een salonboot die dienstdoet als rondvaartboot en partyboot met Kampen als thuishaven. Het schip fungeert jaarlijks als pakjesboot bij de intocht van Sinterklaas in Kampen en Elburg en bevaart voornamelijk de IJssel, de randmeren, het IJsselmeer en de IJsseldelta.

## Geschiedenis
Het vrachtschip Visioen is in 1963 gebouwd door de werf J. Vos & Zn in Hindeloopen. In 1964 is het door de heer P.J.H. van Herpen uit Rotterdam in de vaart genomen. Vervolgens is het tot 2005 door verschillende eigenaren gebruikt voor het vervoer van onder andere grind en zand. Gerrit van de Veer, Ingela Abbing - van de Veer en Ben Diender kochten het schip in 2005 om het om te bouwen tot passagiersschip. Naar een ontwerp van jachtontwerper Gaastmeer werd het in 2006 ingekort, omgebouwd en afgetimmerd tot salonboot. Door de gangboorden weg te laten is er een salon gecreëerd met honderd zitplaatsen. Op het bovendek zijn tachtig zitplaatsen en op het achterdek twintig. De doop vond plaats tijdens Sail Kampen op 6 april 2007.

## Naamgeving
De naam van het schip vindt zijn oorsprong bij de grootvader van Gerrit van de Veer en Ben Diender, Jan Diender. Vanaf 1921 tot zijn dood in 1943 bracht hij passagiers vanaf het "Veerköppien" in Kampen met een roeiboot de IJssel over. Dit leverde hem de bijnaam, Jan de Veerman op.

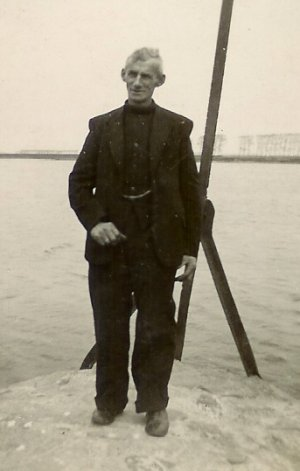
Jan Diender had als bijnaam Jan de Veerman

## Evenementen
| Sail Kampen     | 2007, 2010, 2014, 2018 |
| Sail Amsterdam  | 2015                   |
| Sail Den Helder | 2017                   |
| Hanzedagen      | 2017                   |